# Бородина, Алла Валентиновна
Бородина Алла Валентиновна (19 июня 1957 - 10 сентября 2023) — кандидат культурологии, педагог, филолог, публицистка, автор и разработчик учебных курсов «История религиозной культуры» и «Основы православной культуры», автор первого учебника «Основы православной культуры» и более тридцати других учебно-методических пособий.
Член Президиума центрального совета движения «Народный собор». Президент Межрегионального общественного фонда содействия развитию образованию и культуры «Основы православной культуры». Член Союза писателей России.
Тема кандидатской диссертации (2001): Византизм как фактор формирования русской культуры.

## Учебник «Основы православной культуры»
Бородина получила известность, как автор хронологически первого учебника по курсу «Основы православной культуры». Учебник вышел в 2002 году и вызвал значительный резонанс в обществе и неоднозначные оценки. Согласно заключению экспертизы Отдела религиозного образования Русской православной церкви,
учебник выполнен на достаточно высоком культурном и методическом уровне, безукоризненно выдержан в культурологическом ключе, авторами привлечен богатый исторический материал, дано осмысление воздействия православной веры на формирование русской культуры, показано духовное и нравственное значение Православия для дальнейшего её развития. <…> Таких книг в настоящее время очень недостает и данную разработку вполне можно рекомендовать для всех общеобразовательных школ России в качестве учебника.
Руководитель Центра изучения религий Российского государственного гуманитарного Университета Н. В. Шабуров в своём отзыве высказал мнение, что учебник «содержит некорректные высказывания, способствующие разжиганию религиозной и национальной розни». Доктор юридических наук, профессор М. Н. Кузнецов и доктор филологических наук, профессор В. Ю. Троицкий опубликовали отзыв на экспертное заключение Н. В. Шабурова, отметив ошибки и указав, что Н. В. Шабуров «в своем экспертном заключении намеренно или из-за своей некомпетентности исказил исторические факты, „подогнав“ их под нужный ему результат — обнаружить несуществующие в учебнике А. В. Бородиной „Основы православной культуры“ положения, возбуждающие религиозную вражду».
Некоторые авторы утверждают, что в учебнике содержатся конфессиональные и националистические идеи. По их мнению, в учебнике отождествляются понятия «русский» и «православный»; задеваются некие «новые жители» (читай: неправославные) России, которые «не всегда так же благородно, как русские, ведут себя на территории традиционно православного государства» (с. 13). Также в учебнике говорится, что «для православных русских людей является кощунством даже называть икону в храме произведением искусства, разглядывать её, восторгаться, оценивать её художественные достоинства» (с. 193). Секретарь правления Союза писателей России А. Б. Дорин, активный сторонник введения курса, в выступлении на пресс-конференции «Основы православной культуры — концепция жизни и творчества» заявил, что «Достоевский… сформулировал: „Русский — это православный“. Вот и все! Нет короче формулы! Здесь все настолько ясно! Что вот этой точкой… опоры был Федор Михайлович. Отсюда возникло деяние Аллы Валентиновны [Бородиной].»
Учебник Бородиной критиковался со стороны некоторых священников, не принадлежащих каноническим церковным юрисдикциям. Яков Кротов отметил, что автор учебника
обличает религии, верования которых не разделяет… Бородина излагает даже не историю Русской Православной церкви, а российскую модификацию теории немецких романтиков… содержит пересказы средневековых легенд, не имеющих под собой фактической основы, а также некоторых современных суеверий… приучает учеников (и учителей) к некритическому восприятию различных слухов и псевдосенсаций из жёлтой прессы… взгляд [на «гостей» русского народа] противоречит и основам христианской веры… национализм «базарного типа»… классическая антисемитская тирада… не освещена история русской христианской мысли…
Учебник Бородиной был несколько отредактирован и в таком виде опубликован во второй редакции в 2003 году, хотя автор оставила в сохранности фрагменты, вызывавшие наибольшие протесты. Сама А. В. Бородина высказалась по этому поводу следующим образом:
<…> А потом пытались представить так, будто я немного исправила учебник. Неправда! Я могу работать над текстом, но того, что требует ксенофобская кампания, никогда не будет. Не исправила и не исправлю! Православие — это традиция веры, данной миру Спасителем через его учеников и других очевидцев Искупления и Воскресения. Курс «Основы православной культуры» рассказывает об этой традиции и её воплощении в разных формах важнейшего феномена человеческого бытия — культуре. Ни факты, ни догматы исправлению не подлежат! На то они и основы, чтобы не быть изменёнными. Даже если все либеральные шоумены-богословы открыто объединятся с ксенофобами, желающими реформировать православие образовательными средствами, и с разработчиками разных других курсов, на первый взгляд близких по названию, и изменят все, на что имеют право, курс, который разрабатываю я, — «Основы православной культуры» — сохранит свою концепцию, верную православной традиции. Основы останутся основами.
Учебник А. В. Бородиной был одобрен Координационным советом по взаимодействию Министерства образования Российской Федерации и Московского Патриархата, но не получил грифа Министерства образования Российской Федерации и не может быть использован в общеобразовательном процессе.

## Учебники
1. Бородина А. В. Основы православной культуры: Мы и наша культура. Учебное пособие для 1 класса . — Изд. 1-е, 2-е, 3-е, 4-е. — М., 2005, 2006, 2007, 2008.
2. Бородина А. В. Основы православной культуры: Мир вокруг и внутри нас. Учебное пособие для 2 класса. — Изд. 1-е, 2-е, испр. — М., 2004, 2006. Рекомендовано Министерством образования и науки России.
3. Бородина А. В. Основы православной культуры: Мир вокруг и внутри нас. 2 класс. Рабочая тетрадь. — Изд. 1-е, 2-е. — М., 2004, 2007. Рекомендовано Министерством образования и науки России.
4. Бородина А. В. Основы православной культуры: О чём рассказывают икона и Библия. Учебное пособие для 3 класса. — Изд. 1-е, 2-е, испр.,3-е, испр. — М., 2006, 2007, 2008.
5. Бородина А. В. Основы православной культуры: О чём рассказывают икона и Библия. Рабочая тетрадь для 3 класса. — Изд. 1-е, 2-е, испр. — М., 2007.
6. Бородина А. В. Основы православной культуры: О чём рассказывают икона и Библия. Хрестоматия для 3 класса. — М., 2008.
7. Бородина А. В. Основы православной культуры: Православие — культуро- образующая религия России. Учебное пособие для учащихся 4 класса. — Изд. 1-е, 2-е, испр., 3-е. — М., 2004, 2006, 2007. Допущено Министерством образования и науки России.
8. Бородина А. В. Основы православной культуры: Православие — культуро- образующая религия России. Рабочая тетрадь для учащихся 4 класса. — М., 2008.
9. Бородина А. В. История религиозной культуры: Основы православной культуры. Учебное пособие для основной и старшей ступеней образования. — Изд. 1-5-е. — М., 2002, 2003, 2005, 2006, 2007. Рекомендовано Координационным советом по взаимодействию Министерства образования РФ и Московского Патриархата Русской Православной Церкви для общеобразовательных школ, лицеев, гимназий и воскресных школ.
10. Бородина А. В. Основы православной культуры: Раннее христианство. Учебное пособие для 7 класса. — М., 2008.

## Пособия для учителей
1. Бородина А. В. История религиозной культуры: Программа учебного курса для общеобразовательных школ, лицеев, гимназий. — Изд. 6-е испр. и доп. — М., 2007.
2. Бородина А. В. История религиозной культуры: Концепция и программа учебного курса. — М., 2001.
3. Бородина А. В. Концепция религиозно-познавательного историко-культуроло- гического образования. — Изд. 2-е, перераб. — М., 2009.
4. Бородина А. В. Основы православной культуры: Организация курса. — Изд. 2-е, испр. — М., 2007.
5. Бородина А. В. Основы православной культуры: Мы и наша культура. 1 кл. Пособие для учителей. — Изд. 1-е, 2-е испр. — М., 2005, 2007.
6. Бородина А. В. Основы православной культуры: Мир вокруг и внутри нас. 2 кл. Пособие для учителей. — Изд. 3-е, испр. и доп., 4-е испр. — М., 2006, 2007.
7. Бородина А. В. Основы православной культуры: О чём рассказывают икона и Библия. Пособие для учителей. — М., 2007.
8. Бородина А. В. История религиозной культуры: Основы православной культуры. Раздел 6. Пособие для учителей. — Изд. 2-е, испр. и доп., 3-е. испр. — М., 2006, 2007.

## Демонстрационные пособия для работы в классе
1. Бородина А. В. История религиозной культуры: Основы православной культуры. 1-4 классы. Альбом учебный из 12 листов (Демонстрационный материал). — Изд. 1-е, 2-е, — М.: Экзамен, Спектр, 2007, 2008.
2. Бородина А. В. История религиозной культуры: Основы православной культуры. 5-9 классы. Альбом учебный из 12 листов (Демонстрационный материал). — М.: Экзамен, Спектр,2008.
3. Бородина А. В. История религиозной культуры: Основы православной культуры. 10-11 классы. Альбом учебный из 12 листов (Демонстрационный материал). — М.: Экзамен, Спектр, 2008.

## Пособия для детей дошкольного возраста
1. Бородина А. В. Культура и творчество в детском саду. Программа воспитания и образования детей дошкольного возраста. — Изд. 1-е, 2-е, испр. и доп. — М., 1997, 2007.
2. Бородина А. В. Основы православной культуры: Рождество Пресвятой Богородицы. Для детей дошкольного возраста. — Изд. 1-е, 2-е. — М., 2006, 2008.
3. Бородина А. В. Основы православной культуры: Рождество Христово. Для детей дошкольного возраста. — Изд. 1-е, 2-е. — М., 2006, 2008.
4. Бородина А. В. Основы православной культуры. Демонстрационный материал для детей дошкольного возраста в 2-х ч. Часть 1. — Изд. 1-е, 2-е, испр. — М., 2006, 2007.
5. Бородина А. В. Основы православной культуры. Демонстрационный материал для детей дошкольного возраста в 2-х ч. Часть 2. — Изд. 1-е, 2-е, испр. — М., 2006, 2008.

## Справочная литература
1. Бородина А. В. Основы православной культуры: Словарь-справочник. — М., 2008.

## Пособия по отдельным темам русской культуры и литературы
1. Бородина А. В. Великий Новгород: Особенности храмового зодчества. — М., 2007.
2. Бородина А. В. Византинизм и русский национальный стиль. — Изд. 1-е, 2-е, — М., 2006, 2009.
3. Бородина А. В. История образования на основе традиций отечественной культуры. — Изд. 1-е, 2-е, — М., 2006, 2007.
4. Бородина А. В. Николая Чудотворца святителя Мир Ликийских Зарайская икона. — Изд. 1-е, 2-е, испр. — М., 2006, 2007.
5. Бородина А. В. Стилевые особенности художественного мира романа «Преступление и наказание» как средство отражения мировоззрения Ф. М. Достоевского. — М., 2004.
6. Бородина А. В. Шатровый храм в русской культуре. — Изд. 1-е, 2-е, — М., 2006.
7. Бородина А. В. Культурное влияние Византии и формирование русского нацио- нального стиля. (Библиотечка «Первое сентября», серия «Искусство». Выпуск 6 (12). — М.: Чистые пруды, 2006.
8. Бородина А. В. Шатровый храм. (Библиотечка «Первое сентября», серия «Искусство». Выпуск 6 (12). — М.: Чистые пруды, 2005.

## Публикации в журналах, газетах, сборниках научных материалов
1. Бородина А. В. Беречь истину. // Русская история. — 2009. — № 2 (4) — С. 62.
2. Бородина А. В. Величайшее сокровище. // Российский писатель. — 2004. — № 1 (76) — С. 1-2.
3. Бородина А. В. Встреча. // Российский писатель. — № 24 (75) декабрь 2003. — С. 4.
4. Бородина А. В. Главная на сегодня задача — воспитать, раскрыть и защитить личность! // Народный собор. — 2007. — № 2. — С. 1-2.
5. Бородина А. В. Иконостас. // Искусство. — 2008. — № 5 (389). — С. 10-11.
6. Бородина А. В. Икона и картина. // Искусство. — 2009. — № 5 (413). — С. 14-17.
7. Бородина А. В. Исаакиевский собор. // Искусство. — 2008. — № 5 (389). — С. 18-19.
8. Бородина А. В. История религиозной культуры: Концепция и программа для общеобразовательных школ, лицеев, гимназий. // Сто друзей (приложение к «Учительской газете»). — 2002. — 28 ноября. — № 48. — С. 6.
9. Бородина А. В. История религиозной культуры: Методология курса. // Сто друзей (приложение к «Учительской газете»). — 2002. — 19 декабря. — № 51. — С. 6.
10. Бородина А. В. История религиозной культуры: Назначение, особенности и задачи курса. // Сто друзей (приложение к «Учительской газете»). — 2002. — 21 ноября. — № 47. — С. 1, 6.
11. Бородина А. В. История религиозной культуры: Нормативно-правовое обоснование курса. // Сто друзей (приложение к «Учительской газете»). — 2002. — 5 декабря. — № 49. — С. 6.
12. Бородина А. В. История религиозной культуры: Программа учебного курса. // Библиотечка журнала «Вестник образования». — 2004. — № 6.
13. Бородина А. В. Княжеская архитектура. // Искусство. — 2006. — № 6 (342). — С. 5-6.
14. Бородина А. В. Кирилло-Белозерский монастырь. // Искусство. — 2009. — № 7 (425). — С. 16-17.
15. Бородина А. В. Концепция развития русской школы по модели непрерывного многопрофильного образования. // Сборник «Славянская культура — образованию». — М.: АПКиПРО МО РФ, 2000. — С. 187—192.
16. Бородина А. В. Курс «Основы православной культуры» и будущее России. // Дух христианина. — 2006. — № 5 (23). — С. 1,4.
17. Бородина А. В. Курс «Основы православной культуры» как механизм социализации молодёжи. // Основы православной культуры в системе образования. Материалы секции XIV Международных Рождественских Образовательных Чтений. — М., 2006. — 14-18.
18. Бородина А. В. Материалы к уроку. // Искусство. — № 6 (342), 16-31 марта, 2006. — С. 7.
19. Бородина А. В. О возвращении к истокам духовности. // Вторые Арзамасские соборные встречи: Историко-краеведческий семинар. Материалы. — Арзамас: Арзамасский педагогический институт им. А. П. Гайдара, 2004. — С. 250—253.
20. Бородина А. В. О воспитывающем потенциале творчества Ф. М. Достоевского. // Образование. — 2005. — № 1. — С. 47-63.
21. Бородина А. В. О задачах и опыте преподавания школьного курса «История религиозной культуры». // Исторический вестник. — М.-Воронеж, 2001. — № 13-14. — С. 524—528.
22. Бородина А. В. О задачах и опыте преподавания школьного курса «История религиозной культуры». // Православие и культура этноса. Международный научный симпозиум 9-13 октября 2000 года, г. Москва. Тезисы докладов. — М.: Институт этнологии и антропологии РАН, Ассоциация этнографов и антропологов России, 2000. — С. 194—195.
23. Бородина А. В. Основы религиозной культуры. // Духовные истоки воспитания. Альманах. — 2002. — № 1. — С. 97-114.
24. Бородина А. В. Отчёт о выполнении проекта «Религиоведческое образование в государственной школе». // Образование. — 2005. — № 1. — С. 47-63.
25. Бородина А. В. Православие — культурообразующая религия России. // Школьная газета, Моск. обл. — 2005. — № 10. — С. 3-4.
26. Бородина А. В. Представления о грехе и добродетели. // Дух христианина — 2005. — 14 декабря. — № 1. — С. 14.
27. Бородина А. В. Раскол в сознании. // Сто друзей (приложение к «Учительской газете»). — 2002. — 28 ноября. — № 48. — С. 8.
28. Бородина А. В. Раскол в сознании (продолжение). // Сто друзей (приложение к «Учительской газете»). — 2002. — 5 декабря. — № 49. — С. 1, 8.
29. Бородина А. В. Раскол в сознании (продолжение). // Сто друзей (приложение к «Учительской газете»). — 2002. — 12 декабря. — № 50. — С. 1, 8.
30. Бородина А. В. Раскол в сознании (продолжение). // Сто друзей (приложение к «Учительской газете»). — 2002. — 19 декабря. — № 51. — С. 8.
31. Бородина А. В. Религиозная культура в Русской школе. // Этносфера — М., 2000. — № 9. — С. 10-12.
32. Бородина А. В. Саввино-Сторожевский монастырь. // Искусство. — 2009. — № 17 (425). — С. 18-19.
33. Бородина А. В. Свято-Троицкая Сергиева Лавра. // Искусство. — 2009. — № 17 (425). — С. 10-12.
34. Бородина А. В. Свято-Троицкий Ипатьевский монастырь. // Искусство. — 2009. — № 17 (425). — С. 13-15.
35. Бородина А. В. Семье России посвящается. // Образование. — 2004. — № 12. — С. 14-20.
36. Бородина А. В. Собор Василия Блаженного. // Искусство. — 2008. — № 5 (389). — С. 14-15.
37. Бородина А. В. Уроки религии в школе — норма светского государства. // Человек и закон. — 2009. — № 2. — С. 76-82.
38. Бородина А. В. Храмы Московского Кремля. // Искусство. — 2008. — № 5 (389). — С. 16-17.
39. Бородина А. В. Церковь Покрова на Нерли. // Искусство. — 2008. — № 5 (389). — С. 12.

## Награды
- Лауреат Международного конкурса детской и юношеской художественной и научно-популярной литературы им. А. Н. Толстого.
- Кавалер ордена Преподобного Сергия Радонежского III степени.